# Granschütz
Granschütz este o comună din landul Saxonia-Anhalt, Germania.